# Marie-Louise Druilhet
Marie-Louise Valentine Druilhet, née à Paris le 26 mai 1897 et morte à Issy-les-Moulineaux le 8 novembre 1992, est une peintre et poète française.

## Biographie
Professeur de dessin, elle expose au Salon des indépendants en 1928 et 1929. 
Elle reçoit le Prix Jacques-Normand en 1937 et le Prix René-Bardet de l'Académie française pour Les Canéphores en 1939.

## Publications
- 1938 : Les Canéphores
- 1986 : La Fontaine aux charmes